# Methesis bimaculata
Methesis bimaculata là một loài nhện trong họ Corinnidae.
Loài này thuộc chi Methesis. Methesis bimaculata được Eugène Simon miêu tả năm 1896.